# Paracelsus
Theophrastus (Bombast) von Hohenheim, beter bekend onder het pseudoniem Paracelsus (Egg bij Einsiedeln, 1493 of 1494 – Salzburg, 24 september 1541) was een beroemd maar tevens controversieel arts, filosoof en theoloog die zich bezighield met alchemie en astrologie. Nog sterker dan andere renaissancemedici bekritiseerde hij de autoriteiten in de geneeskunde en vertrouwde hij op persoonlijke ervaring en observatie. Zijn voorkeur voor minerale geneesmiddelen boven kruiden legde de basis voor de iatrochemie. Zijn idee dat de dosis bepaalt of iets giftig is, liep vooruit op de moderne toxicologie en het fundamentele verband tussen dosis en effect. Voorts wordt hij beschouwd als de eerste systematische botanicus en gaf hij het element zink zijn naam. Hoewel hij dus mee vorm gaf aan de Wetenschappelijke Revolutie, waren het mystieke, magische en profetische integraal onderdeel van zijn benadering.

## Leven

### Jeugd
Veel biografische gegevens zijn afkomstig uit het voorwoord van zijn Die große Wundartzney (Het grote chirurgieboek). Zijn vader was de arts Wilhelm Bombast von Hohenheim, zijn Zwitserse moeder een intendant van het hospitaal van Einsiedeln, een functie die ze na haar huwelijk opgaf. Na de dood van zijn moeder vertrok Paracelsus met zijn vader in 1502 naar Villach (Karinthië). De jonge Paracelsus (toen Theophrastus genoemd) ging daar naar de 'Bergschule' waar zijn vader chemieles gaf. Daar werden de jongeren opgeleid als toezichthouders en analisten voor de mijnbouw in goud, tin en kwik, alsook in ijzer, aluin en kopersulfaat ertsen. Die kennis van metallurgie, de verhalen van de mijnwerkers over metalen die in de aarde 'groeiden' en vervolgens in kuipen werden gesmolten, zullen waarschijnlijk zijn interesse in de alchemie en de transmutatie van metalen gewekt hebben. Zijn vader leerde hem de beginselen van de astrologie, de alchemie en de geneeskunde. Paracelsus noemt verschillende geestelijken van wie hij onderricht ontving in scheikunde, onder wie Trithemius, abt van Spanheim, bisschop Scheit van Stettbach, bisschop Erhart van Laventhal, bisschop Nicolas van Hippon en bisschop Matthew Schacht. Het was Trithemius van wie hij zijn initiatie in de alchemie kreeg.

### De Grote Wandeling
In 1507, als Paracelsus 14 jaar is, begint de tijd die in de Paracelsus-biografie als 'de grote wandeling' bekendstaat. In vijf jaar bezoekt hij naar eigen zeggen de universiteiten van Basel, Tübingen, Wenen, Wittenberg, Leipzig, Heidelberg en Keulen. Rond 1516 zou hij in Ferrara de dokterstitel hebben verworven. Omstreeks die tijd begon hij ook de naam "Paracelsus" (voorbij Celsus) te gebruiken. Deze nieuwe naam gaf aan dat hij zichzelf als nog groter beschouwde dan Aulus Cornelius Celsus, een beroemd Romeins arts uit de 1e eeuw. In 1516 deed hij in Bazel met de hulp van Sigismund Fugger, een rijke arts uit de stad, onderzoek naar mineralogie, chirurgie en chemie. Nadat Fugger de stad was ontvlucht op beschuldiging van necromantie, zette Paracelsus zijn zwerftocht verder. Onderweg verdiende hij wat bij door, onder andere, aan astrologische voorspellingen te doen.
Over zijn reisweg door Europa zijn verschillende routekaarten in omloop, die echter voor een groot deel op vermoedens berusten. Zelf noemt hij "Granada, Lissabon, Spanje, Engeland, Brandenburg, Pruisen, Litouwen, Polen, Hongarije, Walachije, Transsylvanië, Kroatië, Slovenië en andere landen". Daarbij deed hij niet alleen ervaring op met de meest uiteenlopende ziekten en geneeswijzen, maar nam hij ook als militair-geneesheer deel aan diverse oorlogen. De universitaire geneeskunde achtte hij daarbij van weinig nut, en hij raakte geïnteresseerd in de volksgeneeskunde. Barbiers - die in die tijd vaak als chirurgijn optraden - kruidenvrouwen, beoefenaars der zwarte kunst, alchemisten en kloosterlingen werden zijn leraren. Ook in deze mensen raakte hij teleurgesteld, omdat ook zij hem niet tot een grotere zekerheid konden brengen in wat hij zag als ware geneeskunst. Hij overwoog verschillende keren zijn onderzoekingen te staken, wat hij uiteindelijk niet deed omdat hij het als zijn christenplicht beschouwde zijn zoektocht naar werkelijke geneeskunst voort te zetten.
In 1524 of 1525 verbleef hij in Salzburg. Hier ontstonden zijn eerste theologische geschriften. Dit verblijf was van korte duur. In de lente en zomer van 1525 kwam het tot onlusten, toen mijnwerkers en boeren tegen de Salzburger prins-aartsbisschop in opstand kwamen. Welke rol Paracelsus hierbij heeft gespeeld, is niet duidelijk; vast staat dat hij de stad toen zeer plotseling weer heeft verlaten. Eind 1526 kwam hij in Straatsburg aan, met de bedoeling hier zijn vaste woonplaats te kiezen. Hij verwierf het burgerrecht en werd lid van het gilde Zur Luzerne, de beroepsvereniging van onder andere korenhandelaars, molenaars en chirurgen. Korte tijd later werd hij echter gevraagd om in Bazel de boekdrukker Johannes Froben, een van de intimi van Erasmus van Rotterdam, te behandelen. De geleerde drukker leed al langere tijd aan een aandoening van zijn rechterenkel, zijn artsen konden hem niet helpen en overwogen het amputeren van het been. Paracelsus wist hem te genezen en werd vervolgens, in 1527, door de gemeenteraad van Bazel tot stadsgeneesheer benoemd.

### Hoogleraarschap
Aan deze functie was tegelijk een hoogleraarschap aan de medische faculteit verbonden. Althans, daar gingen zowel Paracelsus alsook de reformatorisch gezinde gemeenteraad van uit. De conservatieve faculteit was het hier echter niet mee eens en stelde allerlei (formele) voorwaarden aan Paracelsus, waar deze waarschijnlijk niet op in ging. In deze van begin af aan gespannen sfeer publiceerde hij zijn beroemde collegeaankondiging, waarin hij zei dat hij zich niet op autoriteiten zou beroepen, maar dat hij door zou geven wat zijn eigen ervaring en zijn eigen werk hem hadden geleerd. Dit was niet in overeenstemming met de toenmalige medische wetenschap. Deze stond nog geheel in het teken van de scholastiek, ze was doordrongen en werd overheerst door de filosofie van Aristoteles, die uit het Grieks via het Syrisch, Arabisch en Hebreeuws naar het Latijn was vertaald en van Arabische commentaren was voorzien. De grootste autoriteiten op medisch gebied waren Galenus (129 - 216), met zijn theorie van de vier lichaamssappen (humores), en de Pers Avicenna (980 - 1037). Het onderwijs bestond uit het voorlezen en becommentariëren van de antieke teksten volgens de deductieve methode: definiëren, classificeren en argumenteren met behulp van syllogismen en axioma's. Geen waargenomen feiten, maar de autoriteiten leverden de argumenten.

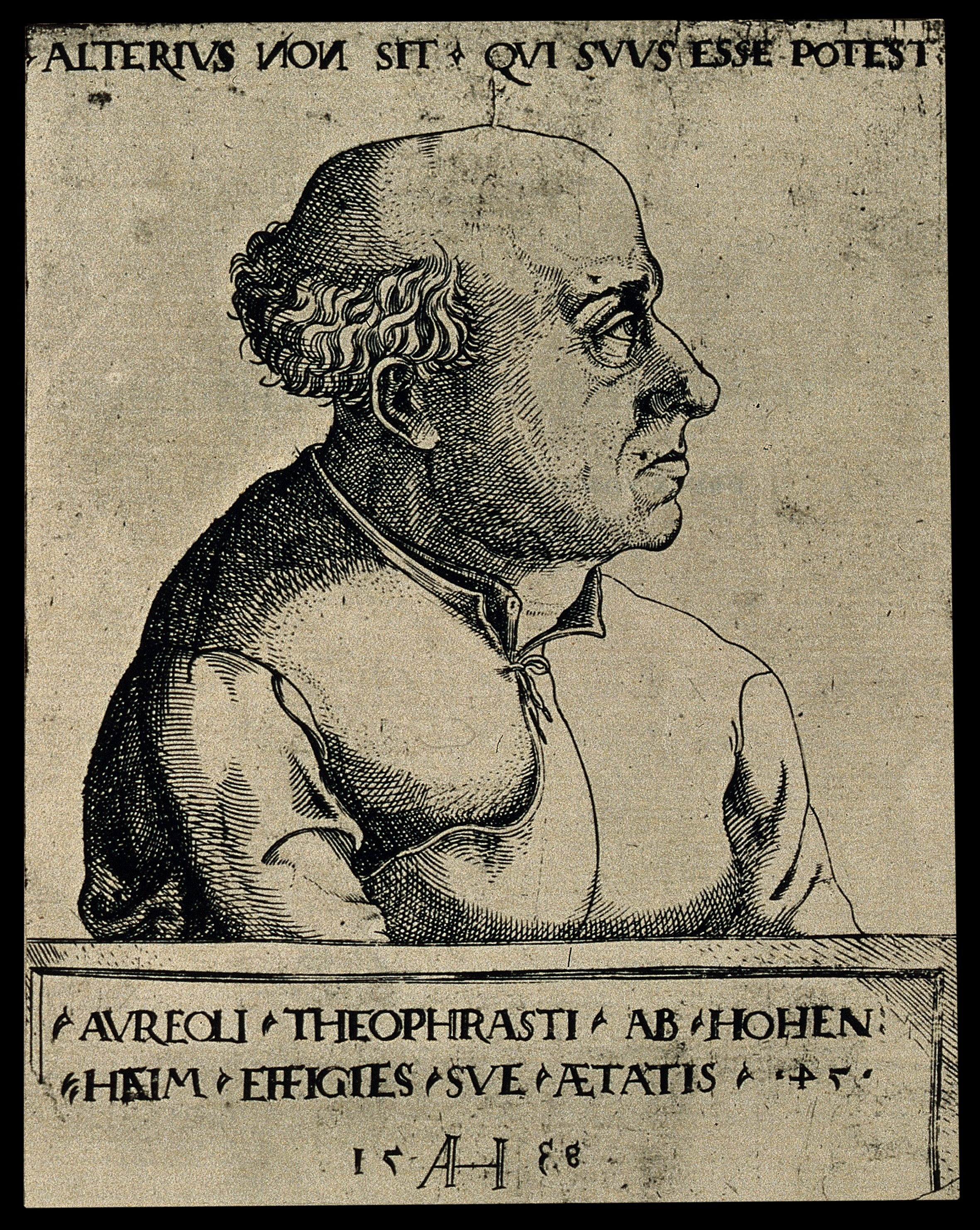
Portret uit 1538, door Augustin Hirschvogel, met Paracelsus' motto Wie op zichzelf kan staan moet niet van een ander afhankelijk zijn.

### Verwerping van de klassieke geneeskunde
Dit hele systeem werd door Paracelsus verworpen, wat op grote weerstand van zijn geleerde tijdgenoten stuitte. Bovendien gaf hij een aantal colleges niet in het Latijn, maar in het Duits, en vulde zijn collegezaal zich met een bont publiek dat van overal kwam aanlopen. Zijn optreden leverde hem al gauw een spotnaam op: de woudezel van Einsiedeln. Paracelsus stond bekend om zijn lange volzinnen vol hoogdravende taal tijdens zijn colleges. Kenmerkend voor deze periode is de anekdote die vertelt hoe hij een medisch leerboek in het sint-jansvuur heeft gesmeten. Naast de problemen met de faculteit ontstond spoedig een conflict met de plaatselijke apothekers, aangezien Paracelsus, die als stadsgeneesheer ook met de controle over de apotheken was belast, de daar heersende misstanden aan de kaak had gesteld. De situatie verslechterde toen een door hem genezen kanunnik het beloofde honorarium weigerde te betalen. Het kwam tot een rechtszaak, die Paracelsus verloor. Hij werd boos en mogelijk beledigde hij de rechterlijke macht. Om te voorkomen dat hij werd opgepakt, zag hij zich gedwongen de stad te ontvluchten.

### Levenseinde
Het vagantenleven begon opnieuw. Eerst naar Colmar in de Elzas, dan verder door Zuid-Duitsland, Zwitserland, Oostenrijk. Overal wachtten patiënten; daarnaast schreef of dicteerde Paracelsus zijn medische en theologische werken. Deze beslaan vele duizenden pagina's, waarvan bij zijn leven slechts een fractie werd gedrukt. Van al zijn medische boeken kon hij alleen Die große Wundartzney en enkele kleinere geschriften over de syfilis in druk zien verschijnen. In zijn verhandelingen over de syfilis waarschuwt Paracelsus voor een overmatig gebruik van het guajakhout (pokhout), waarna de importeurs daarvan zorgden voor een drukverbod.
Op 21 september 1541 maakte Paracelsus in Salzburg zijn testament op. Hij overleed drie dagen later. De doodsoorzaak is officieel nooit opgehelderd.

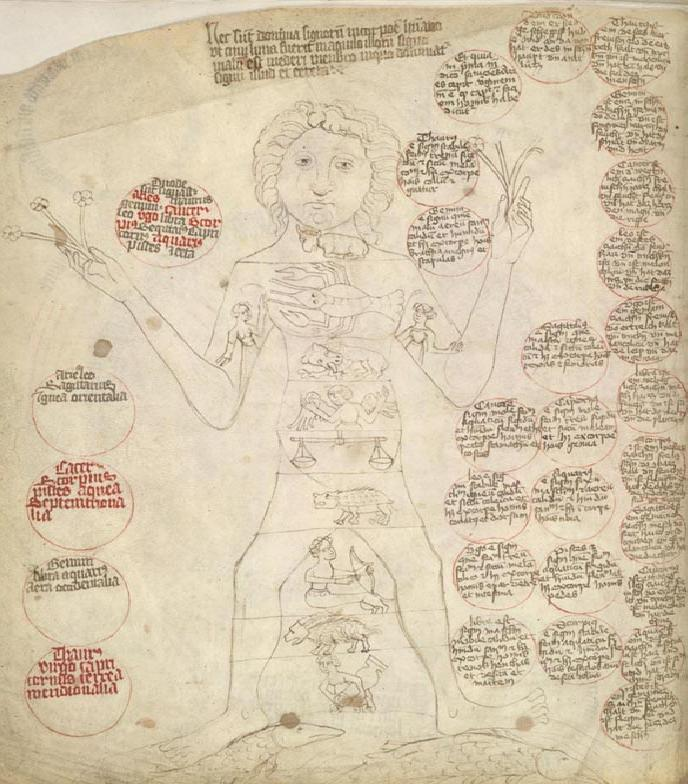
Het menselijk lichaam en de astrologische correspondenties - middeleeuwse prent

## Vier pijlers van de geneeskunde
Zonder kennis van de wereld kon men volgens Paracelsus geen arts zijn. In het Volumen Paragranum legde hij uit dat de geneeskunst op vier pijlers berust: filosofie, astronomie, alchemie en ethiek. Filosofie is te verstaan als natuurfilosofie, kennis van en inzicht in de kosmos. "Waar de filosoof eindigt, begint de arts", is een typerende uitspraak van hem. Astronomie in dit verband betekende de kennis van een bovenste sfeer, die uit lucht en vuur zou bestaan, terwijl de filosofie zich met het vaste en het vloeibare bezighoudt. Deze elementen werden door hem gezien als de grondbeginselen, de "moeders" zoals hij ze noemde, waar alles uit voortkomt.

### Filosofie
Paracelsus verwierp de traditie van het gnosticisme, maar behield naar het voorbeeld van Marsilio Ficino en Pico della Mirandola de hermetische filosofie, het neoplatonisme en het pythagorisme. Zijn opvattingen dat ziekte en gezondheid van het lichaam afhankelijk zijn van de harmonie tussen mens, de microkosmos en de macrokosmos (het universum) weerspiegelen de hermetische filosofie.
Paracelsus ging uit van het oude, hermetische inzicht, vervat in de tabula smaragdina: zo boven, zo beneden. Het universum is op de verschillende niveaus en patronen opgebouwd. De mens, als microkosmos, bevatte alles wat er in de macrokosmos te vinden is. Zodoende kon de studie van de wereld uitsluitsel geven over de mens, en vice versa. "Alles wat er in de grote wereld is, niet meer en niet minder, is ook in het menselijk lichaam aanwezig. Dezelfde soorten hout, stenen, kruiden etc. die er in de buitenwereld zijn, zijn er ook in de mens, alleen niet in dezelfde gedaante als in de elementen… Wie in staat is de gedaanten ervan in het menselijk lichaam te herkennen - dus: dit is de saffier in de mens, dat de mercurius, dit de cipres, dat flos cheiri etc. - die heeft het boek van het menselijk lichaam juist bestudeerd en doorgrond." Magie zou deze verborgen verbanden zichtbaar maken.

### Astronomie/astrologie
De astrologie van Paracelsus stond ver af van het gebruik dat charlatans er van maakten in zijn tijd. Zoals andere renaissancefilosofen verwierp hij het absolute determinisme van de astrologie. De filosoof zou de sterren moeten beheersen en niet andersom, en alleen de 'dierlijke' mens bleef onder hun dwang. "Zelfs als een kind geboren wordt onder de invloed van Saturnus, dan nog kan het ontsnappen aan zijn invloed en een kind van de Zon worden". Astrologie bleef wel een belangrijk onderdeel van de geneeskunde van Paracelsus. In zijn Archidoxis magicae (Archidoxes van Magie) wijdde hij bijvoorbeeld verschillende secties aan het maken van astrologische talismannen voor het genezen van ziekten.

### Alchemie
Alchemie was voor Paracelsus niet de kunst om onedele metalen in goud te veranderen, maar de kunst om geneesmiddelen van hun slakken te bevrijden en in zuivere vorm te vervaardigen. "Wat de ogen aan het kruid zien, of aan stenen of aan bomen, is niet het geneesmiddel. Ze zien alleen de slakken; maar inwendig, onder de slakken, ligt het geneesmiddel. Nu moeten eerst de slakken ervan worden afgebikt, daarna is er het geneesmiddel." Vanwege dit concept wordt Paracelsus als de vader van de moderne geneesmiddelbereiding, of iatrochemie, beschouwd.

### De deugd van de arts
Hij drong bij het beoefenen van de geneeskunde aan op het geweten van de arts, zijn eerlijkheid, zijn verantwoordelijkheidsgevoel, zijn missie. Een arts moet zich onthouden om fortuin na te streven, moet gratis zieken behandelen en tevreden zijn met een dankbaar woord.

## Werk en invloed

### Volumen Paramirum
Homeopaten zien in hem een voorloper omdat hij, zonder het tot een systeem of methode uit te bouwen, het principe van homeopathische geneesmiddelkeuze heeft beschreven en toegepast. In het Volumen Paramirum gaf hij een beschrijving van wat zich later tot de homeopathische geneeswijze zou ontwikkelen: "De vertegenwoordigers van de vierde richting heten spiritales, omdat ze in staat zijn de geesten van de kruiden en wortels te overmeesteren en hun te gebieden de zieke vrij te laten die zij hebben gevangen en ziek gemaakt. Net als wanneer een rechter iemand in de boeien sluit: dan is hij ook de enige die hem kan helpen. Want de boeien zijn van hem en de sleutel ook; alleen hij kan het weer ontsluiten. Op dezelfde wijze worden de geboeide zieken door de geesten van de kruiden bevrijd."
Dit Volumen Paramirum, een van zijn belangrijkste werken, is vooral een uitgebreide uiteenzetting van zijn etiologie (leer van de ziekteoorzaken) te vinden. Hij beschreef daar vijf gebieden van waaruit de mens ziek kon worden, die hij entia noemde:
- Ens Astrorum of Ens Astrale, de invloed van de sterren,
- Ens Veneni, vergif dat door het lichaam opgenomen is,
- Ens Naturale, voorbestemming door constitutie,
- Ens Spirituale, invloed van geesten die het lichaam in hun macht hebben,
- Ens Dei, goddelijke beschikking.

### Opus Paramirum
In het Opus Paramirum verdiepte Paracelsus zich in de relatie tussen gezondheid en ziekte. Hij stelde de vraag die de Griekse natuurfilosofen, van Thales tot Empedocles, al hadden gesteld: wat zijn de grondbouwstenen waaruit alles is opgebouwd? Volgens Paracelsus waren er drie substanties: sulfur (zwavel), mercuur (kwik) en sal (zout). Deze substanties moesten niet opgevat worden in de zin van materiële, chemische stoffen, maar eerder van basisprincipes of processen. Hij vergeleek het lichaam met een brandend stuk hout: wat er brandt, is sulfur; wat in rook opgaat, mercuur; wat tot as wordt, sal. Zolang de drie in harmonie met elkaar functioneren, is de mens gezond. Ziekten zouden worden veroorzaakt door een tekort of te veel aan een van deze substanties.
Een ander kernbegrip dat eerst in het Opus Paramirum en later nog in diverse andere boeken werd uitgewerkt, was de Tartarus. Het idee hierachter is dat van alles wat de mens opneemt, hij slechts een gedeelte kan gebruiken en verwerken. In ieder mens zou een inwendige alchemist, of archeus, aan het werk zijn, die alles sorteert, ervoor zorgt dat al het nodige op de juiste plaats terechtkomt en dat dat wat niet deugt, langs diverse wegen wordt afgescheiden. Door verschillende oorzaken zou het echter kunnen gebeuren dat het niet lukt om al deze ondeugdelijke stoffen kwijt te raken, en dan worden deze opgeslagen in het lichaam als tartarus, vergelijkbaar met de afzettingen van wijnsteenzuur, tartraat, in een wijnvat. En zodoende werd Paracelsus vaak afgeschilderd als de eerste die een uitgebreide theorie van (een groep) stofwisselingsziekten gaf. Het ging echter niet alleen om voedsel, al gaf hij en passant een hele voedingsencyclopedie; het ging om alles wat de mens opneemt: eten en drinken, lucht, al wat via de zintuigen wordt opgenomen, ervaringen, indrukken, emoties. Ook zou het per persoon verschillen wat iemand kan verwerken en wat onbruikbaar zal blijken.
Verder bevatte het Opus Paramirum een verhandeling over het wezen van de vrouw, met haar eigen "anatomie" en haar eigen ziekten, die verschillen van die van de man en dus ook anders behandeld moesten worden. En daarbij ging het om alle ziekten, niet alleen om specifieke vrouwenziekten. Paracelsus, die in zijn leven het gezelschap van vrouwen zo veel mogelijk vermeed, beschreef de vrouw hier met veel respect en in poëtische bewoordingen als een aparte kosmos, een 'microkosma'.
Hij sloot dit gedeelte van zijn werk af met een verhandeling over wat hij noemde 'de onzichtbare ziekten', ziekten die veroorzaakt worden door inbeelding of geloof; ook een van de gebieden waarop hij pionierswerk heeft verricht. Andere zijn bijvoorbeeld de toen nog nieuwe en uiterst verwoestende syfilis, de geneesmiddelbereiding, de balneologie, en de beschrijving van beroepsziekten, zoals de mijnwerkersziekte. In totaal beslaat alleen al zijn medisch-natuurwetenschappelijk-filosofisch werk, voor zover het behouden is gebleven, vele duizenden pagina's in de klassieke uitgave van K. Sudhoff. Het belangrijkste werk uit deze uitgave is het boek (in deel XII) Astronomia Magna, of de gehele Philosophia Sagax van de grote en de kleine wereld, dat een complete kosmologie en antropologie bevat.

### Ethische en theologische werken
Even omvattend is echter het andere, minder bekende deel van zijn werk, de verhandelingen over ethische, sociale, maar vooral theologische vraagstukken, waaronder veel commentaren op boeken uit het Oude en het Nieuwe Testament. Ongeveer de helft van deze geschriften is nog nooit in druk verschenen. Aan de universiteit van Zürich loopt een Paracelsus-project, dat zich onder andere met deze editie bezighoudt. In het Nederlands verscheen een eerste bundel essays onder de titel Laat iedereen zijn eigen koning zijn. Paracelsus was als theoloog al even onconventioneel als hij als arts was. Zonder zich bij de reformatorische beweging te willen aansluiten, probeerde hij de katholieke kerk van binnenuit te hernieuwen, waarmee hij onder de godsdienststrijders van beide kampen vijanden maakte. Hij zei: "De tempel ligt in het hart, niet in het gebouw; het ornaat bestaat in het geloof, niet in het gewaad; de altaren en de zegen bestaan in de liefde, in de handen. De handen zijn gemaakt om te werken, niet om te zegenen."

### Verzamelwerken
- Sämtliche Werke. 1. Abteilung: Medizinische, naturwissenschaftliche und philosophische Schriften. Hg. von Karl Sudhoff. Bd. 1 - 14, 1922-1933.
- Register zu Sudhoffs Paracelsus-Ausgabe. Allgemeines und Spezialregister: Personen, Orte, Pflanzen, Rezepte, Verweise auf eigene Werke, Bußler, E. (2018) ISBN 978-90-821760-1-8
- Sämtliche Werke. 2. Abteilung: Theologische und religionsphilosophische Schriften. Bd. 1: Philosophia magna. Hg. von Wilhelm Matthießen, 1923.
- Bd. 2 - 7 Hg. von Kurt Goldammer, 1955-1986.
- Neue Paracelsus-Edition Bd. 1 Hg. von U.L. Gantenbein, 2008

### Gepubliceerd tijdens zijn leven
- Die große Wundarzney Ulm, 1536 (Hans Varnier); Augsburg (Haynrich Stayner (=Steyner)), 1536; Frankfurt/ M. (Georg Raben/ Weygand Hanen), 1536.
- Vom Holz Guaico, 1529.
- Vonn dem Bad Pfeffers in Oberschwytz gelegen, 1535.
- Prognostications, 1536.

### Postume publicaties
- Wundt unnd Leibartznei. Frankfurt/ M., 1549 (Christian Egenolff); 1555 (Christian Egenolff); 1561 (Chr. Egenolff Erben).
- Von der Wundartzney: Ph. Theophrasti von Hohenheim, beyder Artzney Doctoris, 4 Bücher. (Peter Perna), 1577.
- Von den Krankheiten so die Vernunfft Berauben. Basel, 1567.
- Kleine Wundartzney. Basel (Peter Perna), 1579.
- Opus Chirurgicum, Bodenstein, Basel, 1581.
- Huser quart edition (medicinal and philosophical treatises), Basel, 1589.
- Chirurgical works (Huser), Basel, 1591 und 1605 (Zetzner).
- Straßburg edition (medicinal and philosophical treatises), 1603.
- Kleine Wund-Artzney. Straßburg (Ledertz) 1608.
- Opera omnia medico-chemico-chirurgica, Genevae, Vol3, 1658.
- Philosophia magna, tractus aliquot, Cöln, 1567.
- Philosophiae et Medicinae utriusque compendium, Basel, 1568.
- Liber de Nymphis, sylphis, pygmaeis et salamandris et de caeteris spiritibus

### In het Nederlands, van Paracelsus
- Een excellent tracktaet leerende hoemen alle ghebreken der pocken sal moghen ghenesen ... ghetoghen uit den boecken des hooch geleerden Doctoors en de prince der Medicynen Paracelsus, gecopuleert door Philippus Hermanni. Ghepr. Thantwerpen, by mij Jan Roelants, 1557
- Labyrinthus ofte Doolhof vande dwalende Medecijns[a], Overghesedt wten Latijn in Nederlandtsche duytsche spraecke door M.E.B. (=Martinus Everaerts Brugensis). Thantwerpen, J. van Waesberghe, 1562
- Theophrastus des ervarenen vorsten aller mediciins Aureoli Theophrasti Paracelsi vanden eersten dry principiis, wat hun formen ende werckingen zijn[b], Overgheset wt den Hoochduytsche in onse Nederlantsche tale door Jan Pauwelsz. der mathematicae studiosi. Ghedruckt tot Delft, by Aelbert Hendricksz., 1580
- Fasciculus. Oft Lust-Hof der chimischer medecijnen uyt allen boecken en de schriften Doctoris Theophrasti Paracelsi van Hogenheym vergadert ende by een ghestelt .... Mitsgaders eenen dictionarium dienende tot vertalingh aller onduytsche woorden die Paracelsus in sijne schriften is ghebruyckende alles na den A,B,C by een ghestelt.[c] Nn eerst uyt de Latijnsche in onse Nederduytsche tale vertaelt, door M. Laurens Gysbertsz. van Nyendal chirurgijn tot Oude-Water. Tot Utrecht, by Jan Amelissz, 1614
- De kleyne chirurgie ende 't Gast-huys boeck van ... Aureolus Theophrasti Paracelsus van Hohenheym, ....[d] Nu eerst uyt den Hoogh-duytsche in onse Nederlandtsche sprake over-geset, door M. Everaert B. Ghedruckt t'Utrecht, by Amelis Janssz, 1629. Vertaling van: Kleine Wundarzney
- Meteora, of Hemelsche konsten: in natuerlijcke dinghen, van der sterren natuer, ende haer eyghenschappen werckende, wt het hemelsche firmament, als van hagel, donder, blixem, rijm, damp, sneeuw, nevel, regen, tempeest, ende onweder ...[e], 1631. Ende nu nieuwelicx in't Nederlants ghetranslateert door David Willemssz Camerling
- Verhandelingh der toover-sieckten. Geschil vande schôot- en steeck-vrije. Geschil van de wapen-salve[f], 1638. Wt verscheyde Latijnsche boecken D. Sennerti vertaelt, en by een geschickt door D. Jonctys
- Prognosticatie van Theophrastus Paracelsus, over de gebeurtenissen na de groote zonverduistering[g], 1794. Gevonden te Middelburg onder eenige zeer zonderlinge brieven over de alchimistery. Geschreeven tusschen de jaaren 1670 en 1680 en de meesten derzelven getekend: J.B.N.
- De doolhof der geneesleer (labyrinthus medicorum)[h], 1913
- De artsenij het woord Gods - bloemlezing uit het werk van Paracelsus, Bielau, K. ISBN 978-90-673232-5-3. Vert. van Die Arznei - das Wort Gottes
- Artsen op dwaalwegen - Labyrinthus medicorim errantium, tweetalig. De Woudezel, Ossendrecht 2003 ISBN 978-90-806875-1-6
- Wat ons ziek en gezond maakt - Volumen Paramirum, tweetalig. De Woudezel, Ossendrecht 2004 ISBN 978-90-806875-2-3
- De vrouw: Paramiri liber quartus de matrice en De caduco matricis : tweetalig. De Woudezel, Ossendrecht 2006 ISBN 978-90-806875-4-7. vert. uit het Duits en voetnoten Elke Bussler. Oorspr. titels: Paramiri liber quartus de matrice, 1531, en De caduco matricis, 1530
- Laat iedereen zijn eigen koning zijn - essays uit het theologisch-ethische werk, tweetalig. De Woudezel, 2010 ISBN 978-90-806875-7-8. vert. uit het Duits en voetnoten van Elke Bussler
- Sulfur, mercuur, sal - de oerkrachten van de wereld, tweetalig. De Woudezel, 2014 ISBN 978-90-806875-9-2
- De vier elementen - de moeders van de wereld, tweetalig. De Woudezel, 2014 ISBN 978-90-821760-0-1
- Sieben Defensiones und Labyrinthus medicorum errantium = Zeven verdedigingen en de doolhof van dwalingen der medici, 2013. vert. uit het Duits: Ruud Muschter
- De vier elementen: philosophia de generationibus et fructibus quator elementorum ; en De Meteoris (Liber meteororum). Tweetalig, 2014 ISBN 978-90-821760-0-1. vertaling uit het Duits en voetnoten van Elke Bussler
- De tempel van de geneeskunst - het boek Paragranum, tweetalig. De Woudezel, 2019 ISBN 978-90-821760-2-5
- De weg van David - commentaar bij Psalm 119. De Woudezel, 2022 ISBN 978-90-821760-4-9. Vertaling uit het Duits en voetnoten van Anton Dekkers en Elke Bußler; met een inleiding van Anton Dekkers: Paracelsus, theoloog van de Reformatie
- De pest. De Woudezel, 2022 ISBN 978-90-821760-3-2. vertaling uit het Duits, inleiding en noten van Elke Bußler
- Ik ben Aureolus Theophrastus - de Sieben Defensiones en andere autobiografische teksten, tweetalig. De Woudezel, 2024 ISBN 978-90-821760-5-6. Vertaling uit het Duits, inleiding en voetnoten van Elke Bussler

### In het Nederlands, over Paracelsus
- Oosterhuis, R.A.B. (1939): Paracelsus en Hahnemann, een renaissance der geneeskunst, ISBN 9063780672
- (1941): Paracelsus herdacht, 1493 - 1541. Twee voordrachten.[i] Bevat: Paracelsus als hervormer der geneeskunde en als synthetisch denker door R.A.B. Oosterhuis; Hippocrates - Paracelsus - Goethe door B.C.J. Lievegoed
- Steiner, Rudolf (2006): Paracelsus. Lezer en bewerker van het boek der wereld, ISBN 978-90-806875-5-4
- De Lathouwer, Greet (2009) Masterscriptie: Het Secreet in Secretenboeken - De vroege Paracelsusreceptie in een 16de -eeuws volkstalig secretenboek uit de Zuidelijke Nederlanden
- Schlegel, Emil (2012): Paracelsus. Filosoof - arts - profeet, ISBN 978-90-806875-0-9
- Wolfram, Elise (2013): Paracelsus. Een Rozenkruiser, ISBN 978-90-806875-8-5